# Гомоморфізм (мінералогія)
Гомоморфізм у мінералогії (рос. гомоморфизм, англ. homomorphism, нім. Homomorphose f) — ізоморфні співвідношення між мінералами, при яких спостерігається часткова подібність їх структур.